# 27224 Telus
27224 Telus este o planetă minoră (asteroid) din centura de asteroizi. A fost descoperită pe 10 aprilie 1999 la Stația Anderson Mesa de Lowell Observatory Near-Earth-Object Search și a fost numită după Myriam Telus⁠(d). 
Obiectul prezintă o orbită caracterizată de o semiaxă mare de 2,3357673 UAi, o excentricitate de 0,09, o înclinație de 6,075 ° în raport cu ecliptica.